# 索菲·布拉德利-奥克兰
索菲·布拉德利-奥克兰（英語：Sophie Bradley-Auckland，1989年10月20日—），英国女子足球运动员。她曾代表英格兰参加2011年国际足联女子世界杯。她也曾参加2012年夏季奥林匹克运动会。